# Hahn-Jordan-Zerlegung
In der Maßtheorie, einem Teilgebiet der Mathematik, das sich mit der Verallgemeinerung von Volumenbegriffen beschäftigt, beschreibt die Hahn-Jordan-Zerlegung, wie man ein signiertes Maß in einen negativen und einen positiven Teil zerlegen kann. Teilweise wird die Zerlegung auch als zwei separate Aussagen angegeben, man nennt sie dann den Hahnschen Zerlegungssatz und den Jordanschen Zerlegungssatz. Die beiden Sätze sind eng miteinander verbunden. Der Hahnsche Zerlegungssatz wurde von Hans Hahn 1921 bewiesen. Die Benennung des Jordanschen Zerlegungssatzes bezieht sich auf Marie Ennemond Camille Jordan, der 1881 gezeigt hat, dass sich eine Funktion beschränkter Variation als Differenz zweier monoton wachsender Funktionen darstellen lässt.

## Hahnscher Zerlegungssatz

### Aussage
Sei {\displaystyle (X,{\mathcal {A}})} ein Messraum und {\displaystyle \mu } ein signiertes Maß auf diesem Messraum.
Dann existiert eine Partition der Grundmenge {\displaystyle X} in eine positive Menge {\displaystyle P} und eine negative Menge {\displaystyle N}, also {\displaystyle X=P\cup N} und {\displaystyle P\cap N=\emptyset }.

### Bemerkung
Die Zerlegung des Grundraumes ist bis auf eine {\displaystyle \mu }-Nullmenge eindeutig. Ist also {\displaystyle P^{*},N^{*}} eine weitere Hahn-Zerlegung, so ist {\displaystyle P\triangle P^{*}=N\triangle N^{*}} und {\displaystyle \mu (P\triangle P^{*})=\mu (N\triangle N^{*})=0}. Dabei bezeichnet {\displaystyle \triangle } die symmetrische Differenz.

## Variation
Mittels des Hahnschen Zerlegungssatzes lassen sich die Variation, die positive Variation und die negative Variation definieren. Die Variation wird teils auch Totalvariation oder totale Variation genannt. Diese Bezeichnung ist jedoch zweideutig, da sie teilweise auch für die aus der Variation konstruierte Norm, die Totalvariationsnorm, verwendet wird.

### Definition
Ist {\displaystyle \mu } ein signiertes Maß mit Hahn-Zerlegung {\displaystyle N,P}, so heißt
{\displaystyle \mu ^{+}(A):=\mu (A\cap P)}
die positive Variation von {\displaystyle \mu },
{\displaystyle \mu ^{-}(A):=-\mu (A\cap N)}
die negative Variation von {\displaystyle \mu } und
{\displaystyle |\mu |(A):=\mu ^{+}(A)+\mu ^{-}(A)}
die Variation von {\displaystyle \mu }.

### Bemerkungen
- {\displaystyle \mu ^{+}}, {\displaystyle \mu ^{-}} und {\displaystyle |\mu |} sind Maße auf {\displaystyle (X,{\mathcal {A}})}.
- Da die Hahn-Zerlegung bis auf Nullstellen eindeutig ist, hängen die obigen Definitionen nicht von der Wahl der Zerlegung ab.
- Die Kennzahl {\displaystyle |\mu |(X)} heißt auch die Totalvariationsnorm eines signierten Maßes.
- Die positive Variation und die negative Variation sind singulär zueinander.

## Jordanscher Zerlegungssatz
Der Jordansche Zerlegungssatz fasst noch einmal die Zerlegung des signierten Maßes zusammen. Er lautet: ist {\displaystyle \mu } ein signiertes Maß, so ist
{\displaystyle \mu =\mu ^{+}-\mu ^{-}}
und {\displaystyle \mu ^{+}} und {\displaystyle \mu ^{-}} sind singulär zueinander, also {\displaystyle \mu ^{+}\perp \mu ^{-}}.

## Beispiel zur Hahn-Jordan-Zerlegung eines signierten Maßes
Gegeben sei der signierte Maßraum {\displaystyle (\Omega ,2^{\Omega },\mu )} mit {\displaystyle \Omega =\{1,2\}} und mit {\displaystyle \mu (\{1\})=3} und {\displaystyle \mu (\{2\})=-4}. Es ist {\displaystyle P=\{1\}} und {\displaystyle N=\{2\}}.
| {\displaystyle A}               | {\displaystyle \mu (A)} | {\displaystyle \|\mu (A)\|} | {\displaystyle \mu ^{+}(A)} | {\displaystyle \mu ^{-}(A)} | {\displaystyle \|\mu \|(A)} |
| ------------------------------- | ----------------------- | --------------------------- | --------------------------- | --------------------------- | --------------------------- |
| {\displaystyle \emptyset }      | {\displaystyle 0}       | {\displaystyle 0}           | {\displaystyle 0}           | {\displaystyle 0}           | {\displaystyle 0}           |
| {\displaystyle \{1\}}           | {\displaystyle 3}       | {\displaystyle 3}           | {\displaystyle 3}           | {\displaystyle 0}           | {\displaystyle 3}           |
| {\displaystyle \{2\}}           | {\displaystyle -4}      | {\displaystyle 4}           | {\displaystyle 0}           | {\displaystyle 4}           | {\displaystyle 4}           |
| {\displaystyle \{1,2\}=\Omega } | {\displaystyle -1}      | {\displaystyle 1}           | {\displaystyle 3}           | {\displaystyle 4}           | {\displaystyle 7}           |

{\displaystyle \mu } ist ein signiertes Maß; {\displaystyle \mu ^{+},\mu ^{-}} und {\displaystyle |\mu |} sind Maße. Die Mengenfunktion {\displaystyle |\mu (\cdot )|} ist nicht additiv  und darf nicht mit der Totalvariation {\displaystyle |\mu |(\cdot )} verwechselt werden. 
Die Totalvariationsnorm des signierten Maßes {\displaystyle \mu } ist {\displaystyle |\mu |(\Omega )=7}.